# Время в КНДР
Время в Северной Корее, называемое Пхеньянским временем  (кор. 평양시간; Ханча: 平壤時間 или PYT) или стандартное время Корейской Народно-Демократической Республики (조선민주주의인민공화국 표준시간; 朝鮮民主主義人民共和國標準時間), с мая 2018 года соответствует корейскому стандартному времени: на 9 часов опережает UTC (UTC+09:00). Как и Южная Корея, Северная Корея в настоящее время не соблюдает летнее время. Хронометраж в Северной Корее находится в ведении Государственной комиссии по науке и технологиям.

## История
До того, как в Корее появились современные часы, корейцы отсчитывали время с помощью солнечных часов в дневное время и водяных часов ночью. В 1434 году Чан Ён Силь, чосонский учёный и астроном, вместе с другими учёными разработал первые в Корее солнечные часы Ангбу Ильгу (앙부일구; 仰釜日晷) и был введён в эксплуатацию в качестве стандартного хронометриста королевства и начал стандартное время в Ханьяне (Сеул), которое было рассчитано как UTC+08:27:52 В 1442 году Чильчжонсан , астрономическая календарная система, созданная во время правления короля Седжона, использовала местное время Ханьян (Сеул) в качестве стандарта, поскольку она преодолевала ограничения предыдущих календарей. Корейская империя приняла стандартное время на 81/2 часа впереди UTC (UTC+08:30), которое похоже на стандартное время Пхеньяна, примерно в начале 20-го века. Некоторые источники утверждают, что это 1908 год[ другие утверждают, что 1912 год а ещё один утверждает, что до 1908 года использовалось местное стандартное время, а UTC+08:30 использовалось с 1 апреля 1908 года по 31 декабря 1911 года и снова с 21 марта 1954 года по 9 августа 1961 года. . В 1912 году генерал-губернатор Кореи изменил часовой пояс на UTC+09:00, чтобы соответствовать японскому стандартному времени.
5 августа 2015 года правительство Северной Кореи приняло решение вернуться к UTC+08:30 с 15 августа 2015 года и заявило, что официальное название будет Пхеньянское время (PYT). [ Правительство Северной Кореи приняло это решение как разрыв с «империализмом»; смена часового пояса вступила в силу в 70-ю годовщину освобождения Кореи.  Южнокорейские правительственные чиновники были обеспокоены неудобствами в межкорейском обмене и сотрудничестве, включая поездки в Кэсонский промышленный район и обратно, а также дальнейшими различиями в образе жизни между народами Северной и Южной Кореи.
29 апреля 2018 года лидер Северной Кореи Ким Чен Ын объявил, что его страна вернётся к UTC+09:00, чтобы перевести свои часы на Южную Корею. 30 апреля 2018 года Верховное народное собрание Северной Кореи издало указ об изменении часового пояса в Северной Корее в качестве ещё одного шага по объединению Кореи и устранению различий между Югом и Севером. Смена часового пояса была применена в 23:30 4 мая 2018 года (UTC+08:30)..